# Paa rarica
Paa rarica é uma espécie de anfíbio da família Ranidae.
É endémica de Nepal.
Os seus habitats naturais são: regiões subtropicais ou tropicais húmidas de alta altitude e lagos de água doce.